# Liêu Nguyên
Liêu Nguyên (tiếng Hoa: 辽源市 bính âm: Liáoyuán shì, âm Hán-Việt: Liêu Nguyên thị) là một địa cấp thị tại tỉnh Cát Lâm, Trung Quốc. Liêu Nguyên có diện tích 5155 km2, dân số khoảng 1,3 triệu người. Liêu Nguyên có 4 đơn vị cấp huyện:
- Quận: Long Sơn (龙山区), Tây An (西安区)
- Huyện: Đông Liêu (东辽县), Đông Phong (东丰县)